# Бардсир
Бардсир (персијски: بردسير, такође романизовано као Bardsīr и Bardesīr; такође познат као Дех-е Нов-е Машиз, Машиз, Мшиз и Кал'ех-ие Машиз) је град и престоница округа Бардсир, Покрајина Керман, Иран. Према попису становништва из 2006. године, његово становништво износило 31.801 људи, у 7.391 породица.
То је локација исламског универзитета Азад у Бардсиру.
Бардсир је некада био главни град династије Бану Илиас.